# Rápošov
Rápošov (německy Raposchow) je malá vesnice, část obce Zbraslavice v okrese Kutná Hora. Nachází se asi tři kilometry severozápadně od Zbraslavic. Rápošov je také název katastrálního území o rozloze 1,93 km².

## Historie
První písemná zmínka o vesnici pochází z roku 1384.

## Fotogalerie

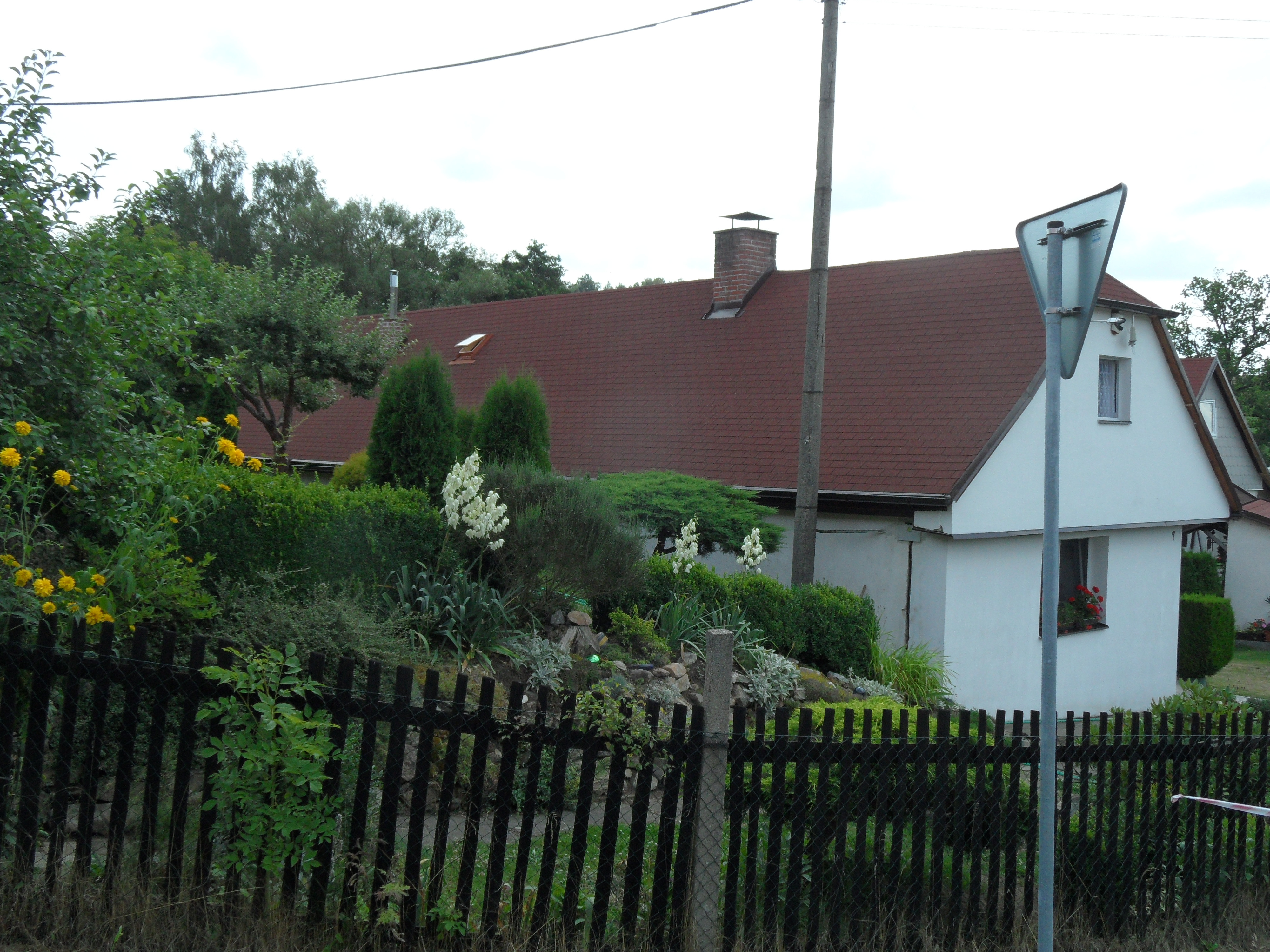
Dům se skalkou
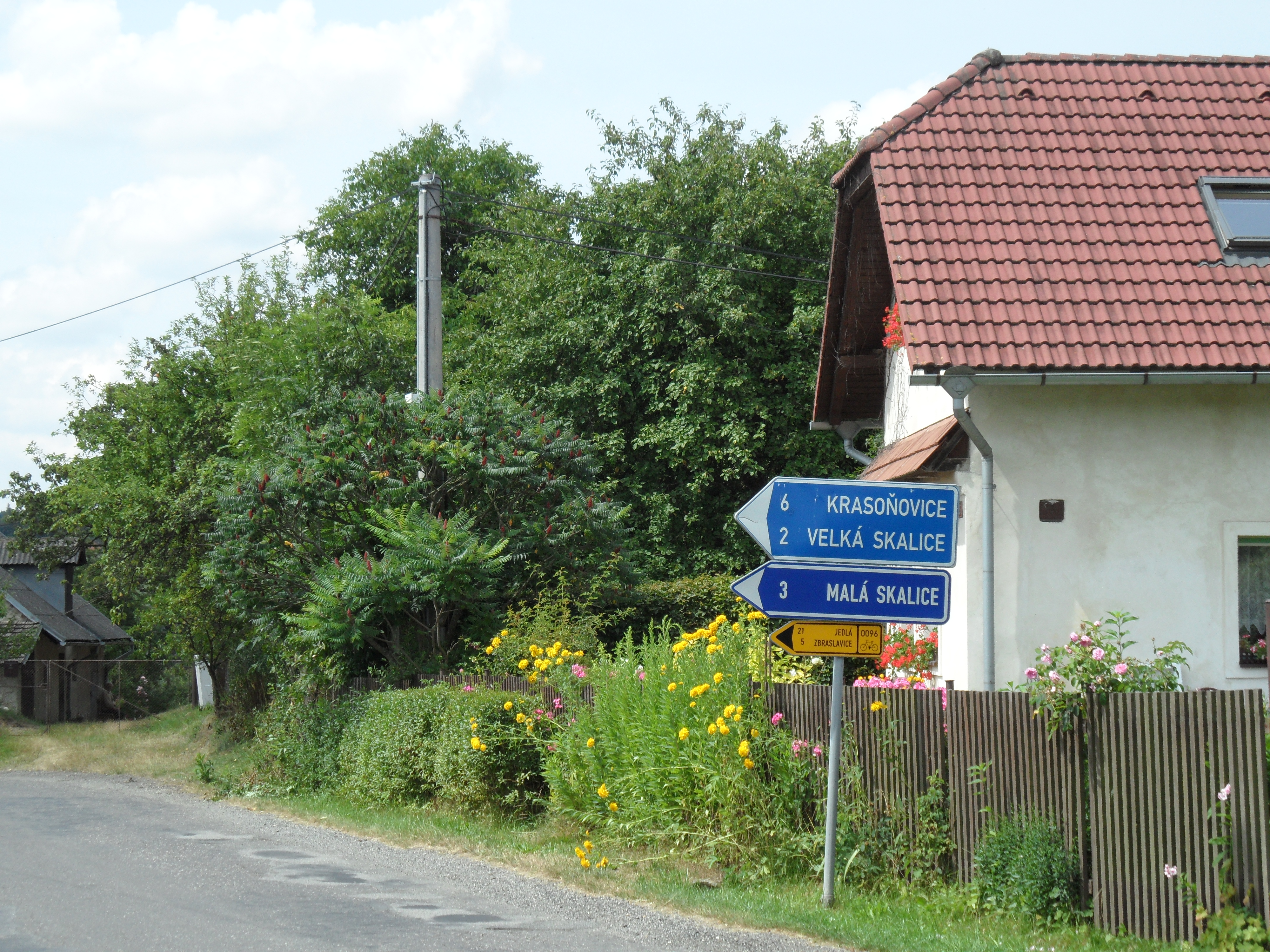
U křižovatky
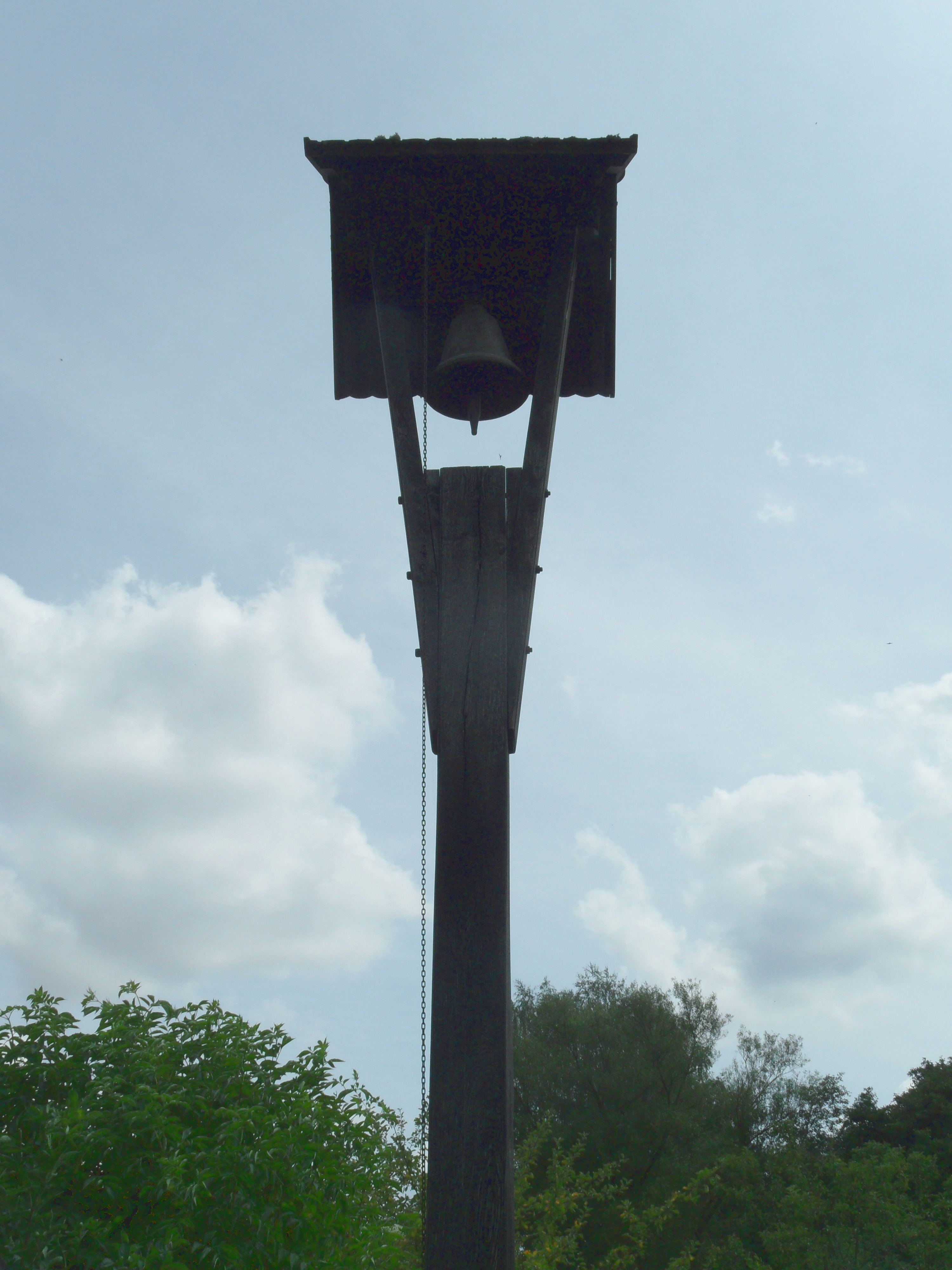
Zvonička
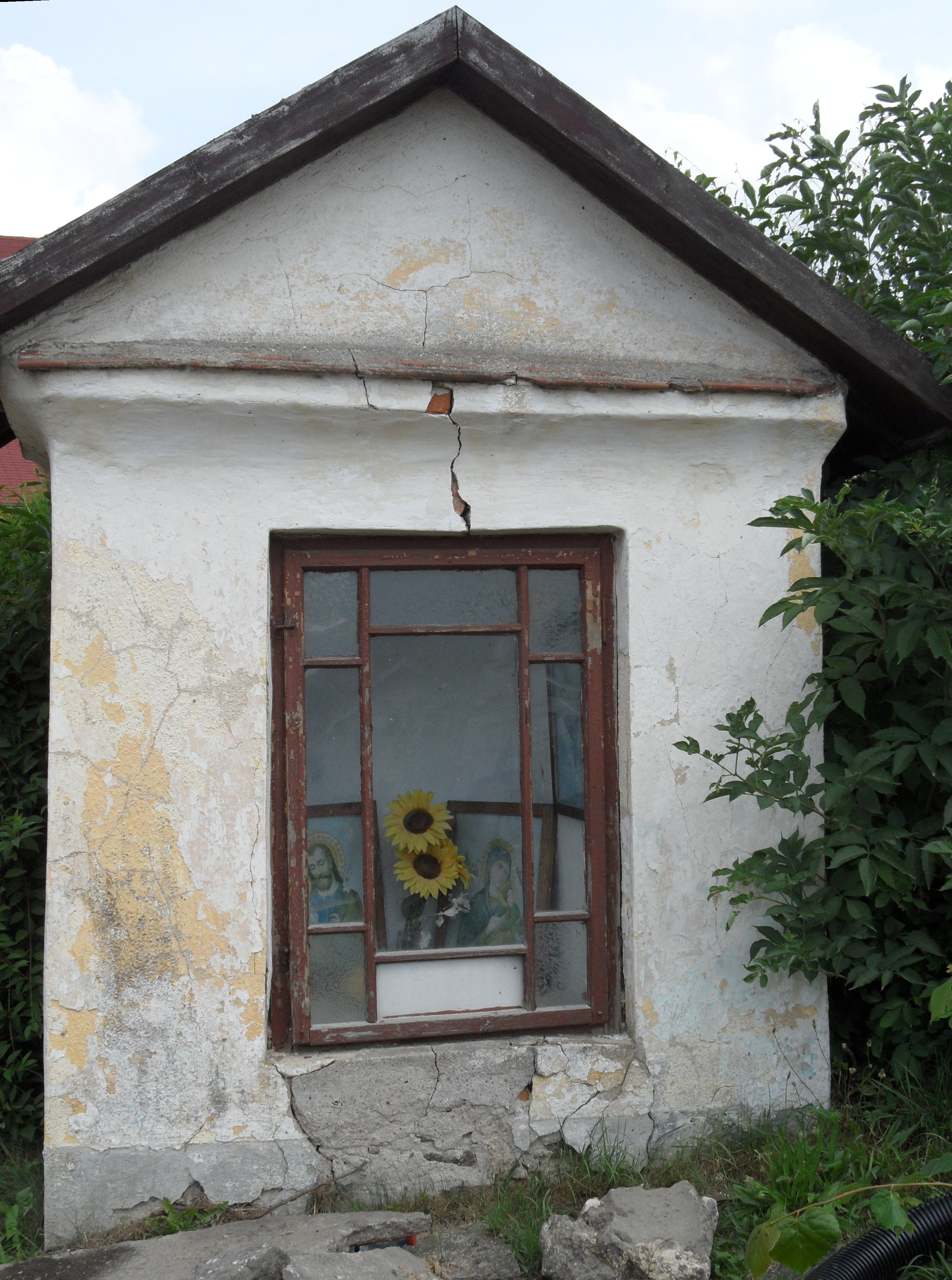
Kaplička se svatými obrázky